# У планинама лудила
У планинама лудила (енгл. At the Mountains of Madness) је научнофантастична хорор новела америчког писца Хауарда Филипса Лавкрафта. Написана је у фебруару/марту 1931, а Фарнсворт Рајт, уредник часописа Weird Tales, исте године је одбио да је изда због дужине. Прича је објављена у наставцима између фебруара и априла 1936. у часопису Astounding Stories.
Новела описује догађаје катастрофалне експедиције на Антарктик у септембру 1930. и шта је тамо пронашла група истраживача предвођених наратором, др Вилијамом Дајером са Универзитета Мискатоник. Током целе приче, Дајер детаљно описује низ претходно неиспричаних догађаја у нади да ће одвратити другу групу истраживача који желе да се врате на овај континент. Ови догађаји укључују откриће древне цивилизације старије од људске расе и спознају Земљине прошлости испричане кроз различите скулптуре и мурале.
Прича је инспирисана Лавкрафтовим интересовањем за истраживање Антарктика; континент још увек није у потпуности био истражен 1930-их. Лавкрафт експлицитно црпи из романа Авантуре Артура Гордона Пима Едгара Алана Поа, а можда је користио и друге приче као инспирацију. Многи елементи приче, попут безобличних „шогота”, понављају се у другим Лавкрафтовим делима. Прича је адаптирана у виду графичких романа, видео-игара и музичких дела.
Књигу је у Србији први пут објавила издавачка кућа Градина 1990. године, у преводу Соње Деканић-Јаноски.

## Радња
Причу приповеда геолог Вилијам Дајер, професор на Универзитету Мискатоник у Аркаму, са циљем да спречи важну и често објављивану научну експедицију на Антарктик. У свом објашњењу, Дајер приповеда како је предводио групу научника са Универзитета Мискатоник на претходној експедицији на Антарктик, током које су открили древне рушевине и опасну тајну иза низа планина виших од Хималаја.
Мала истраживачка група, предвођена професором Лејком, открива остатке четрнаест праисторијских облика живота који су раније били непознати науци, а који се такође не могу идентификовати ни као биљке ни као животиње. Шест примерака је тешко оштећено, док је још осам сачувано у беспрекорном стању. Њихов слој их поставља на сам почетак геолошких доба, а неки фосили камбријског доба показују знаке употребе оруђа.
Када главна експедиција изгуби контакт са Лејковим тимом, Дајер и његове колеге истражују. Лејков логор је опустошен, већина људи и паса је заклана, док су човек по имену Гедни и један од паса нестали. У близини логора експедиције проналазе шест снежних хумки у облику звезда са по једним примерком испод сваке. Такође откривају да су боље очувани облици живота нестали и да је некакав облик експеримента сецирања обављен и на неименованом човеку и на псу. Нестали човек Гедни се сумњичи да је потпуно полудео и да је убио и осакатио све остале.
Дајер и студент по имену Денфорт лете авионом преко планина, које идентификују као спољне зидине огромног, напуштеног каменог града, страног свакој људској архитектури. Због њихове сличности са митским створењима која се помињу у Некрономикону, градитељи ове изгубљене цивилизације називају се „Древнима”. Истражујући ове фантастичне структуре, двојица истраживача кроз хијероглифске мурале сазнају да су Древни први пут дошли на Земљу убрзо након што је Месец формиран, као и да су изградили своје градове уз помоћ „шогота” — биолошких ентитета створених да изврше било који задатак, поприме било који облик и одразе било коју мисао. Постоји наговештај да је сав земаљски живот еволуирао из ћелијског материјала преосталог од стварања шогота.
Како истраже све више грађевина, истраживачи сазнају о сукобу Древних са Ктулуом и Ми-Гоом, који су стигли на Земљу убрзо након њих. Слике такође одражавају деградацију њихове цивилизације, када су шоготи стекли независност. Како је све више ресурса било коришћено у одржавању реда, гравуре постају насумичне и примитивне. Мурали такође алудирају на неименовано зло које вреба унутар још већег планинског ланца који се налази иза града. Овај планински ланац уздигао се за једну ноћ и одређене појаве и инциденти одвратили су Древне да га истраже. Када је Антарктик постао ненастањив, чак и за Древне, убрзо су мигрирали у велики, подземни океан.
Дајер и Денфорт на крају схватају да су се Древни, који су нестали из логора претходнице, некако вратили у живот и, након што су побили истраживаче, вратили у свој град. Њих двојица такође откривају трагове ранијих истраживања Древних, као и санке код којих се налазе лешеви Геднија и његовог несталог пса. Они су на крају привучени улазу у тунел, у подземни регион приказан на муралима. Овде проналазе доказе о разним Древнима убијеним у бруталној борби и слепе пингвине високе шест стопа који мирно лутају, очигледно коришћеним као стока. Затим су суочени са црном жуборећом масом, коју идентификују као шогота, и беже. У авиону, високо изнад висоравни, Денфорт се осврће и угледа нешто због чега привремено полуди, што је наглашено само као неименовано зло.
Дајер закључује да су Древни преживели прошлог доба, који су побили Лејкову групу само у самоодбрани или из научне радозналости. Њихову цивилизацију су на крају уништили шоготи, који сада лове огромне пингвине. Он упозорава планере следеће предложене антарктичке експедиције да се држе даље од те локације.

## Инспирација
Лавкрафт је показивао страствено интересовање за истраживање Антарктика. „Лавкрафт је био фасциниран антарктичким континентом, најраније од своје 12. године, када је написао неколико малих расправа о раним истраживачима Антарктика”, написао је биограф С. Т. Џоши. Отприлике са 9 година, инспирисан књигом В. Кларка Расела Залеђени гусар, Лавкрафт је написао „неколико прича” смештених на Антарктику.
До 1920-их, Антарктик је био „један од последњих неистражених региона Земље, где велики делови територије никада нису видели отисак људских стопала. Савремене мапе континента показивале су низ провокативних празнина, а Лавкрафт је могао да вежба своју машту у попуњавајући их... са малим страхом од непосредне противречности”. Међутим, Лавкрафт је у основи био тачан у представљању географског знања о Антарктику какво је било познато у то време, и позвао се на померање континената, теорију која у то време није била широко прихваћена.
Прва експедиција Ричарда Берда догодила се између 1928. и 1930. године, непосредно пре него што је новела написана, а Лавкрафт је више пута спомињао овог истраживача у својим писмима и у једном тренутку приметио да су „геолози Бердове експедиције пронашли много фосила који указују на тропску прошлост”. У ствари, експедиција Универзитета Мискатоник је начињена по узору на Бердову.
У књизи Лавкрафту: Поглед иза Ктулу митова Лин Картер сугерише да је једна инспирација за Планине лудила била Лавкрафтова преосетљивост на хладноћу, о чему сведочи један инцидент када се писац „срушио на улици и без свести био однесен у апотеку” јер је температура пала са 15 степени на −1 степен Целзијуса. „Гнушање и ужас који је екстремна хладноћа изазивала у њему пренели су се у његово писање”, писао је Картер, „а странице Планина лудила преносе осећај гнушања, праска, загушења изазван температурама испод нуле на начин на који чак ни По није могао предложити.” С. Т. Џоши је ову теорију назвао „површном”.
Џоши даље наводи роман Авантуре Артура Гордона Пима Едгара Алана Поа као књижевни узор за Планине лудила, чији је завршни део смештен на Антарктику. Лавкрафт два пута цитира Поову „узнемирујућу и загонетну” причу у свом делу и експлицитно позајмљује мистериозни поклич Текели-ли или Такели из Поовог дела. У једном писму Огасту Дерлету, Лавкрафт је написао да је својим крајем покушао да постигне ефекат сличан ономе што је По постигао у Пиму.
Још једна предложена инспирација за Планине лудила је У Земљином језгру Едгара Рајса Бароуза, роман који говори о високо интелигентној рептилској раси, Махар, која живи у шупљој Земљи. „Узмите у обзир сличност Бароузових Махара са Лавкрафтовим Древнима, пошто су оба представљена релативно позитивно упркос њиховом лошем поступању према људима”, написао је критичар Вилијам Фулвајлер. „Обе врсте су крилате, с пловним кожицама, доминантне расе; обе су научне расе са даром за генетику, инжењеринг и архитектуру; и обе расе користе људе као стоку.” Обе приче, истиче Фулвајлер, укључују радикалне нове технике бушења. У обе приче, људе вивисецирају нељудски научници. Бароузови Махари чак запошљавају врсту слугу познатих као Саготи, који су вероватно послужили Лавкрафту као извор за шоготе.
Други могући извори укључују „Људи из јаме” А. Мерита, чији опис подземног града у Јукону има неке сличности са оним Лавкрафтових Древних, и „Милион година касније” Кетрин Меткалф Руф, причу о диносаурусима који се излежу из јаја старих милионима година која су се појавила у часопису Weird Tales у новембру 1930. године. У једном писму Френку Белкнапу Лонгу, Лавкрафт је прогласио Кетринину причу „поквареном”, „јефтином” и „детињастом” верзијом идеје коју је имао годинама раније, а његово незадовољство га је можда испровоцирало да напише своју сопствену причу о „буђењу ентитета из мрачних домета Земљине историје.”
Едвард Гимонт је тврдио да су Планине лудила инспирисане теоријама тог времена о животу на Марсу, укључујући измишљена дела постављена на Марс и тврдње о марсовским каналима које је направио Персивал Лоуел (кога је Лавкрафт упознао 1907). Гимонт је такође предложио друге утицаје, укључујући теорије тог времена о пропадању нордијских Гренланђана и тврдње о преживљавању вунастих мамута на Аљасци, а посебно детаље радње инспирисане открићем остатака Андреове експедиције балоном на Арктику 1930. године.
Енциклопедија Х. Ф. Лавкрафта сугерише да је дугачак обим историје описан у причи можда инспирисан Пропасти Запада Освалда Шпенглера. Неки детаљи приче можда су такође преузети из романа о истраживању Арктика Пурпурни облак М. П. Шила.
Наслов новеле је изведен из реченице у приповеци „The Hashish Man” лорда Дансенија: „И коначно смо дошли до оних брда од слоноваче која се зову Планине лудила...”
Лавкрафтов сопствени „Безимени град” (1921), који се такође бави истраживањем древног подземног града који су наизглед напустили његови нељудски градитељи, поставља преседан за Планине лудила. У обе приче, истраживачи користе уметничка дела нељуди да би закључили историју сопствене врсте. Лавкрафт је ово такође користио у Сновитој потрази за незнаним Кадатом (1927).
Што се тиче детаља антарктичког окружења, ауторов опис неких пејзажа је делимично инспирисан азијским сликама Николаја Рериха и илустрацијама Гистава Дореа, на које се приповедач више пута позива.

## Публикација
Лавкрафт је послао причу часопису Weird Tales, али ју је одбио уредник Фарнсворт Рајт у јулу 1931. године. Лавкрафт је лоше прихватио одбијање и оставио причу по страну. Његов књижевни агент Џулијус Шварц ју је 1935. понудио Ф. Орлину Тремејну, уреднику часописа Astounding Stories.
Новела је објављена у наставцима у издањима из фебруара, марта и априла 1936. године, а Лавкрафт је добио 315 долара — највише што је икада примио за причу. Прича је, међутим, била грубо уређена, са изменама у правопису, интерпункцији и параграфима, а на крају приче је изостављено неколико дугачких пасуса. Лавкрафт је био огорчен и назвао Тремејна „оном проклетом балегом од хијене”. Лавкрафтове ручно исправљене копије биле су основа за прво издање Arkham House-а, али и оно је и даље садржало преко хиљаду грешака, а потпуно рестаурирани текст је објављен тек 1985. године.

## Пријем
Новела је примљена негативно за Лавкрафтовог живота; Лавкрафт је изјавио да је негативан пријем учинио „више од било чега да оконча моју успешну каријеру у фикцији”. Теодор Стерџон је описао ову новелу као „савршеног Лавкрафта” и „много луциднију од већине мајсторовог дела”, као и „првоводну, праву плаву научну фантастику”. Прича је популаризовала теорије о древним астронаутима, као и место Антарктика у „митологији древних астронаута”. Едвард Гимонт је тврдио да су Планине лудила, упркос свом земаљском окружењу, помогле утицају на каснији тешки научнофантастични приказ планетарних експедиција, посебно оних Артура Ч. Кларка, чија је пародија из 1940. године „У планинама мрака” била једно од његових првих белетристичких дела.

## Повезана дела
Планине лудила имају бројне везе са другим Лавкрафтовим причама. Неке од њих су:
- Безоблични шоготи се касније појављују у причама Сенка над Инсмутом (1931), „Ствар на прагу” (1933) и „Становник таме” (1935).
- Звездоглави Древни се такође појављују у причи „Снови у вештичјој кући” (1933), када главни лик, Волтер Гилман, посети њихов град у једном од својих снова, и новели Сена из другог времена, у који се један Древни чува као затвореник.
- Дајер се помиње у Сени из другог времена као пратилац експедиције Натанијела Вингејта Пислија у аустралијску Велику пешчану пустињу.
- Експедицију спонзорише Фондација Натанијел Дерби Пикман, која комбинује два главна имена из Лавкрафтове фикције: Дерби и Пикман.[24] Ричард Аптон Пикман је главни лик у „Пикмановом моделу”, док је Едвард Пикман Дерби протагониста „Ствари на прагу”, а такође и један од његових књижевних алтер-ега.[25]
- Древни бележе долазак Ктулуа на Земљу и потонуће Р'лијеха, догађаје о којима се говори у причи „Зов Ктулуа” (1928).
- Град Древних се поистовећује са висоравни Ленг која се први пут помиње у приповеци „Селефаис” (1920).
- Неки чланови експедиције су прочитали копију Некрономикона Универзитета Мискатоник.
- Дајер помиње „Кадат у хладној пустоши” говорећи о масивном планинском ланцу од којег су чак и Древни „зазирали као нејасног и безимено злог”.
- На самом крају приче, Денфорт повезује ужас изван забрањеног планинског ланца са Јог-Сототом и „Бојом изван овог свемира”.
- Ми-Го су у фокусу новеле Шаптач у тами. Неколико пута, Дајер се такође позива на Алберта Вилмарта, главног лика ове новеле.